# Elogio dell'abate Giuseppe Olivi
L'Elogio dell'abate Giuseppe Olivi è un'opera di Melchiorre Cesarotti.
Pubblicato a Padova nel 1796, è una commemorazione funebre del naturalista e poeta di Chioggia Giuseppe Olivi (1769-1795), morto di tisi a Padova a ventisei anni e già celebre presso varie accademie d'Europa.
Uscì adespoto come parte di una pubblicazione composita, costituita dall'Elogio vero e proprio, da una biografia scientifica del defunto (scritta da Niccolò Da Rio), e infine, fra varie minute appendici, da un Saggio di poesie. L'Elogio vero e proprio ebbe anche una seconda edizione: fu inserito fra le Opere del Cesarotti (Firenze, 1808). L'autore lo definì "per il mio cuore, la più interessante delle mie opere".
Cesarotti compose anche l'iscrizione della grande lapide dedicata all'Olivi nel duomo di Chioggia; il testo di un'altra lapide, sormontata da un busto del giovane, si legge, anch'esso opera del Cesarotti, nel chiostro grande del monastero del Santo a Padova: entrambe le iscrizioni sono riportate nel volumetto dell'Elogio (p. 92 seg.).
"Io preveggo facilmente, che proseguendo voi, e perfezionando i vostri studj, diverrete sicuramente uno de' primi naturalisti dell'Europa". Così il naturalista di fama europea Lazzaro Spallanzani all'Olivi nel 1793. Ma la precoce morte rese vane tante promesse e tante speranze.
Ugo Foscolo, che dell'Olivi fu amico, ebbe con sé l'Elogio nell'estate del 1796, durante il soggiorno a quei Colli Euganei che avrebbero fatto da scenario all'Ortis. Lo dice lui stesso a Tommaso Olivi, fratello di Giuseppe, nella lettera che l'8 settembre gli invia a Chioggia proprio dai colli; quella che Giuseppe Chiarini definì la "prima lettera dell'Jacopo Ortis" (pochi giorni dopo sarà suo ospite proprio a Chioggia). E sul libretto dell'Elogio, sulla traduzione oliviana del biblico Cantico di Ezechia (p. 107 segg.), Foscolo innestò l'incipit ("Né più mai toccherò le sacre sponde") del sonetto A Zacinto, come pure dalla dedica del Cesarotti Alla magnifica città di Chioggia ricavò alcuni passi presenti nell'Ortis tra le lettere di Firenze. E in realtà molto altro.
Giacomo Leopardi si ispirò all'Olivi nel comporre A Silvia; tra le prove più appariscenti, quel "limitar della gioventù" che si legge nell'Elogio (p. 13) e che fra i versi divenne il famoso "limitare / di gioventù". Ma non ne mancano tracce, a volte anzi sono persino sovrabbondanti, in quasi tutti i canti pisano-recanatesi (Il risorgimento, Il passero solitario, Canto notturno di un pastore errante dell'Asia, La quiete dopo la tempesta).

## Edizioni
- Elogio dell'abate Giuseppe Olivi ed analisi delle sue opere con un saggio di poesie inedite del medesimo, Padova, per li fratelli Penada, 1796.